# Weingut Scheiblhofer

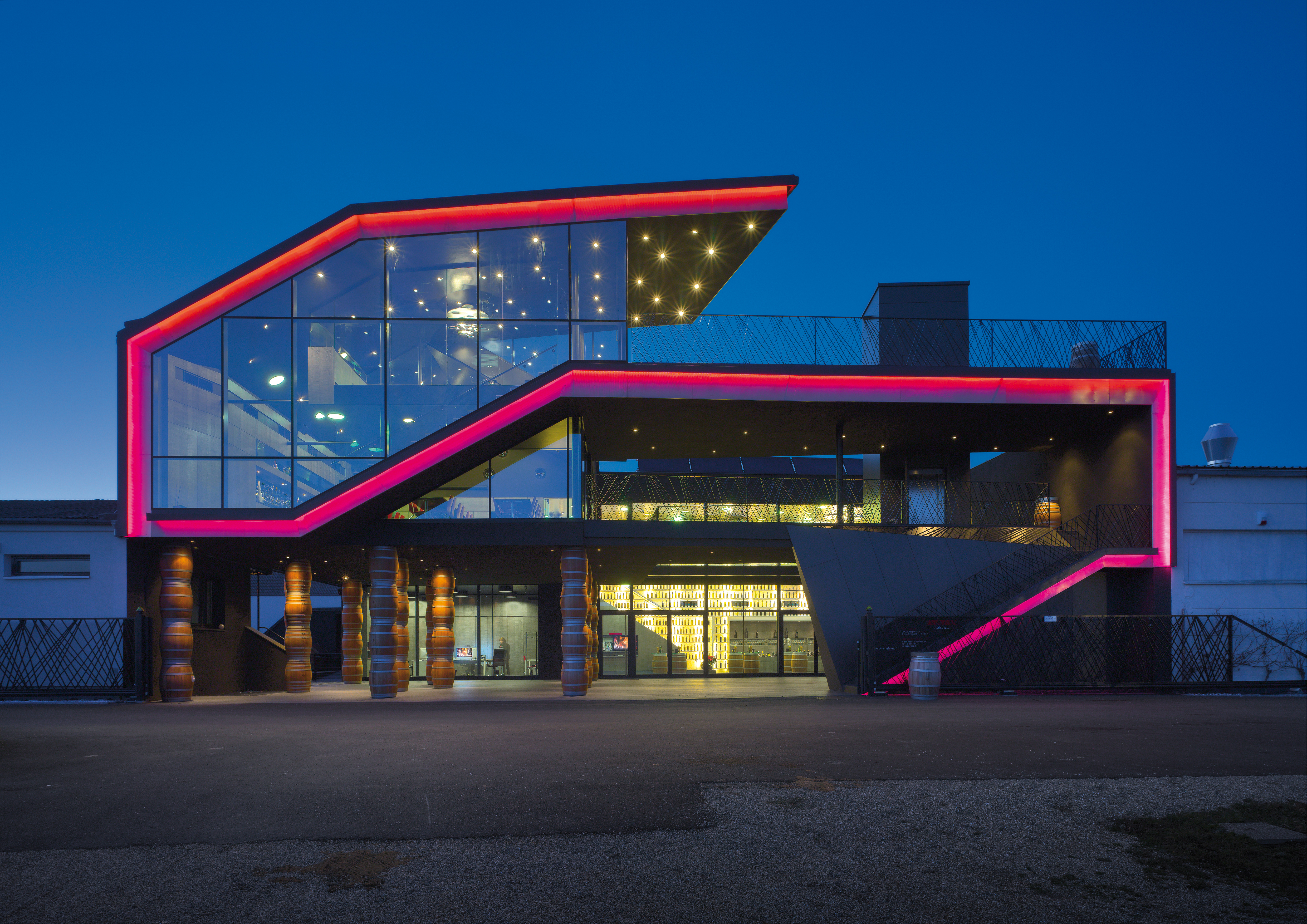
Verkostungsräumlichkeiten Weingut Scheiblhofer (2012)

Das Weingut Scheiblhofer ist ein österreichisches Weingut in Andau im Bezirk Neusiedl im Burgenland.

## Geschichte

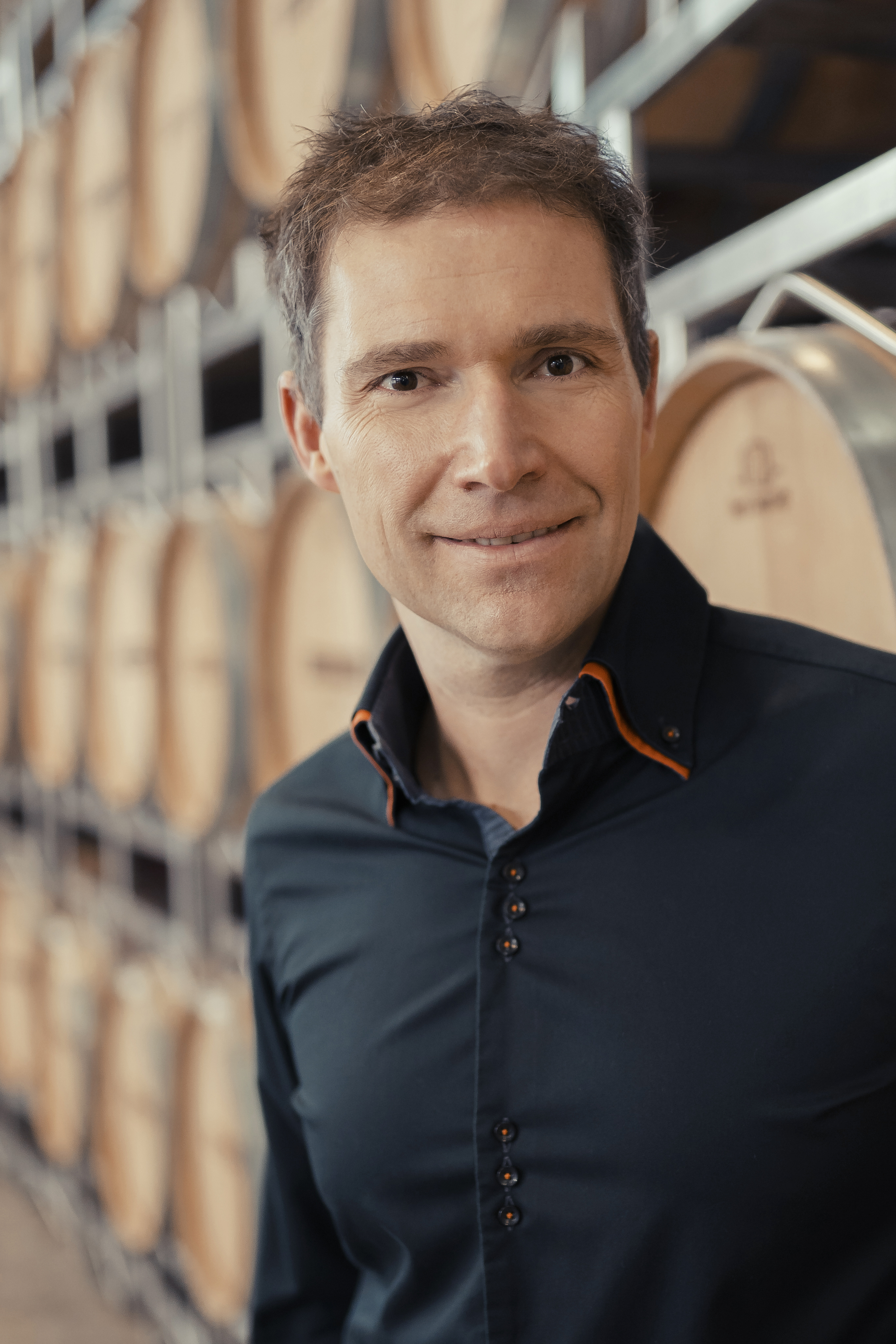
Weingutinhaber Erich Scheiblhofer (2020)

Im Jahr 2000 übernahm Erich Scheiblhofer (* 1978) das Weingut von seinem Vater Johann Scheiblhofer (1949–2022), der den Betrieb mit der bekannten Rotweinmarke Big John aufbaute. Ungefähr 15 % der Gesamterzeugnisse von Scheiblhofer werden innerhalb von Europa (inklusive Schweiz) sowie nach China exportiert. Das Weingut beschäftigt derzeit (2021) über 70 Mitarbeiter und ist ein wichtiger Arbeitgeber im Burgenland.

## Anbaufläche und Rebsorten
Mit einer Eigenfläche von 85 Hektar und einer Nutzfläche von ca. 20 000 Quadratmetern zählt das Weingut Scheiblhofer zu den größten Weingütern im Burgenland. Pro Jahrgang werden ca. 1,5 Mio. Flaschen abgefüllt, davon sind 30 % Weißweinsorten und 70 % Rotweinsorten.
Zu den bekanntesten Weinen zählen die Rotweine Big John und The Legends. Für die Lagerung des Weins werden ca. 100 Tanks mit einem Volumen von ungefähr 15.000 Liter pro Tank verwendet. Außerdem ist Scheiblhofer im Besitz der meisten Barriquefässer des Landes.

## Weingut

### Nachhaltigkeit
Auf den Dächern der Betriebsgebäude befindet sich die größte private Photovoltaikanlage des Burgenlandes mit 2568 Modulen. 2020 erfolgte ein weiterer Ausbau der Photovoltaikanlage auf eine Leistung von insgesamt 668 000 Kilowattstunden (was einem Energiebedarf von ca. 170 Haushalten entspricht). Um die Fortbewegung der Mitarbeiter effizient zu gestalten, hat Scheiblhofer eine Ladestation für Elektrofahrzeugen eingerichtet.

### The Resort
Neben dem klassischen Weinanbau widmet sich Scheiblhofer auch anderen Projekten in der Gastronomie und Hotellerie. In unmittelbarer Nähe zum Weingut wurde ab 2019 auf einer Fläche von 8,4 Hektar eine Hotelanlage mit 118 Zimmern, inklusive einem Spa-Bereich in der Größe von 3500 Quadratmetern, errichtet. Das Wellness-Hotel wurde im Mai 2022 eröffnet.

### The Quarter
The Quarter stellt die neueste Erweiterung der Scheiblhofer World dar. Am 29. Mai 2020 wurde der Pop-up Heurige The Quarter eröffnet. Neben Weinen von Scheiblhofer werden dort Speisen aus ausschließlich regionalen Zutaten angeboten. Nach Umbauarbeiten fand im April 2022 die Wiedereröffnung statt.

## Auszeichnungen
- 2017 wurde Scheiblhofer als erster Winzer mit dem Leitbetriebe Austria - Zertifikat ausgezeichnet.[10]
- Im Mai 2017 wurde das Weingut von der Tageszeitung Die Presse, dem Bankhaus Spängler, der BDO Austria und der Österreichischen Notariatskammer zum besten Familienunternehmen des Burgenlandes gekürt.[11]
- Im Rahmen der Weinprämierung 2019 der Landwirtschaftskammer Burgenland Best of Burgenland wurde der Familienbetrieb auch wiederholt zum Weingut des Jahres ernannt.[12]
- 2021 wurde Scheiblhofer vom Falstaff Magazin als österreichischer Winzer des Jahres ausgezeichnet.[13]